# Horton Smith
Pour les articles homonymes, voir Smith.
Horton Smith était un golfeur professionnel américain né le 22 mai 1908 à Springfield et décédé le 15 octobre 1963 à Detroit de la maladie de Hodgkin. 
Il fut le premier vainqueur du Tournoi des Maîtres qui eut lieu à Augusta en Géorgie en 1934. Il remporta également l'édition de 1936.